# Quertreiber
Als Quertreiber wird jemand bezeichnet, der böswillig und bewusst die Absichten eines Anderen stört und behindert.
Das Wort stammt aus dem Niederdeutschen (17. Jahrhundert): dwarsdryver bezeichnet einen Schiffer, der sein Fahrzeug schlecht steuert in der Fahrrinne quer (dwars) stellt und damit andere in ihrer Weiterfahrt behindert.
Nicht immer ist der Umgang mit „Quertreiberei“ im Alltag einfach. Es gibt eine Reihe von Ratgebern, die Verhaltensempfehlungen geben, um einen angemessenen Umgang mit ihnen zu finden.
Eine Lippefähre in Wesel heißt Quertreiber.

## Weblink
- Quertreiber bei duden.de. Abgerufen am 2. Mai 2013.